# Yigal Allon Museum and Educational Center

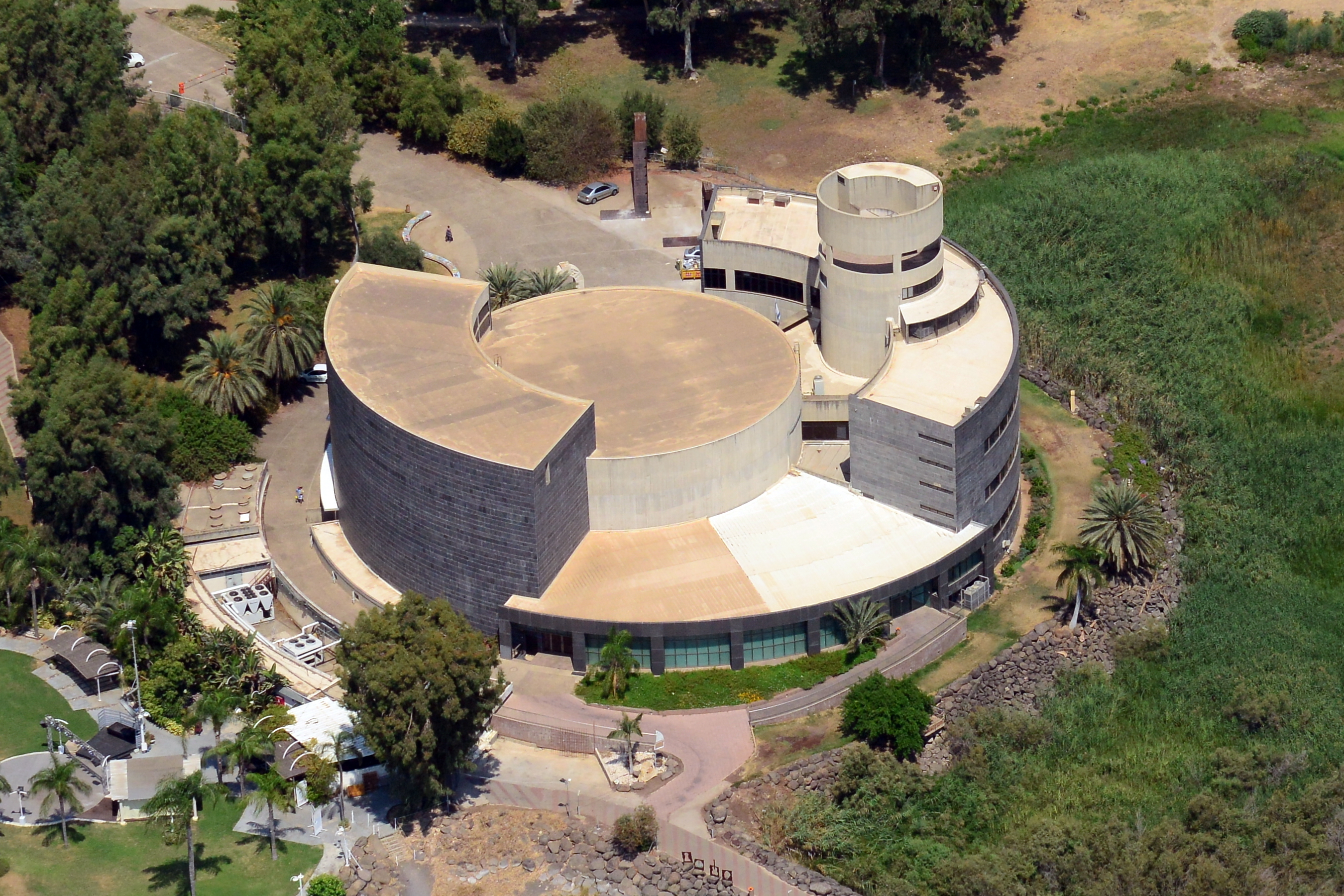
Yigal Allon Museum and Educational Center

Das Yigal Allon Museum and Educational Center (מוזיאון אדם בגליל) ist ein Museum und Bildungszentrum im Kibbuz Ginnossar in Israel.
Es wurde 1987 eröffnet und widmet sich der Geschichte Galiläas und der Biografie des Politikers Jigal Allon, der hier lebte.
Ausgestellt wird unter anderem das sogenannte Jesus-Boot aus dem See Genezareth, das 1986 von zwei Angehörigen des Kibbuz in Migdal entdeckt wurde;  es stammt aus dem 1. Jahrhundert.